# Happiness (album)
„Happiness” – debiutancki album studyjny brytyjskiego zespołu Hurts wydany 6 września 2010.
Singlami z albumu są utwory: "Better Than Love", "Wonderful Life", "Stay", "Sunday", "Illuminated" oraz "Blood, Tears & Gold". Album uzyskał status podwójnie platynowej płyty w Polsce sprzedając się w nakładzie ponad 40 000 egzemplarzy.

## Lista utworów
| #   | Tytuł                                                                | Autor muzyki        | Producent           | Długość |
| --- | -------------------------------------------------------------------- | ------------------- | ------------------- | ------- |
| 1.  | "Silver Lining"                                                      | Hurts, The Nexus    | Hurts, Jonas Quant  | 4:58    |
| 2.  | "Wonderful Life"                                                     | Hurts, Joseph Cross | Hurts, Cross        | 4:14    |
| 3.  | "Blood, Tears & Gold"                                                | Hurts, The Nexus    | Hurts, Quant        | 4:18    |
| 4.  | "Sunday"                                                             | Hurts               | Hurts, Quant        | 3:52    |
| 5.  | "Stay"                                                               | Hurts               | Hurts, Quant        | 3:55    |
| 6.  | "Illuminated"                                                        | Hurts, The Nexus    | Hurts, Quant        | 3:18    |
| 7.  | "Evelyn"                                                             | Hurts               | Hurts, Quant        | 3:54    |
| 8.  | "Better Than Love"                                                   | Hurts, Cross        | Hurts, Cross, Quant | 3:33    |
| 9.  | "Devotion" (feat. Kylie Minogue)                                     | Hurts               | Hurts, Quant        | 4:12    |
| 10. | "Unspoken"                                                           | Hurts               | Hurts, Quant        | 4:46    |
| 11. | "The Water" (zawiera ukryty utwór "Verona", zaczynający się od 4:45) | Hurts               | Hurts               | 6:58    |

## Notowania
| Lista (2010)                    | Najwyższa pozycja |
| ------------------------------- | ----------------- |
| Australian Albums Chart         | 77                |
| Austrian Albums Chart           | 2                 |
| Belgian Albums Chart (Flanders) | 11                |
| Belgian Albums Chart (Wallonia) | 34                |
| Danish Albums Chart             | 7                 |
| Dutch Albums Chart              | 18                |
| European Top 100 Albums         | 6                 |
| Finnish Albums Chart            | 3                 |
| German Albums Chart             | 2                 |
| Greek Albums Chart              | 1                 |
| Irish Albums Chart              | 9                 |
| Italian Albums Chart            | 16                |
| Polska (OLiS)                   | 2                 |
| Spanish Albums Chart            | 47                |
| Swedish Albums Chart            | 4                 |
| Swiss Albums Chart              | 2                 |
| UK Albums Chart                 | 4                 |

## Obsługa
- Theo Hutchcraft – wokal, producent
- Adam Anderson – syntezator, gitara, producent
- Adam Clough – A&R
- Joseph Cross – producent (utwory 2, 8)
- Laurence Ellis – zdjęcia
- Mark Gillespie – management
- Matt Green – miksowanie, asystent
- Paul Lisberg – A&R
- George Marino – mastering
- Kylie Minogue – wokal (utwór 9)
- Samuel Muir – design
- The Nexus – producent (utwory 1, 3)
- Jonas Quant – producent (utwory 1, 3–10)
- Paul Smith – A&R
- Richard "Biff" Stannard – A&R
- Mark "Spike" Stent – miksowanie
- Matt Vines – management